# Туризм у Швейцарії

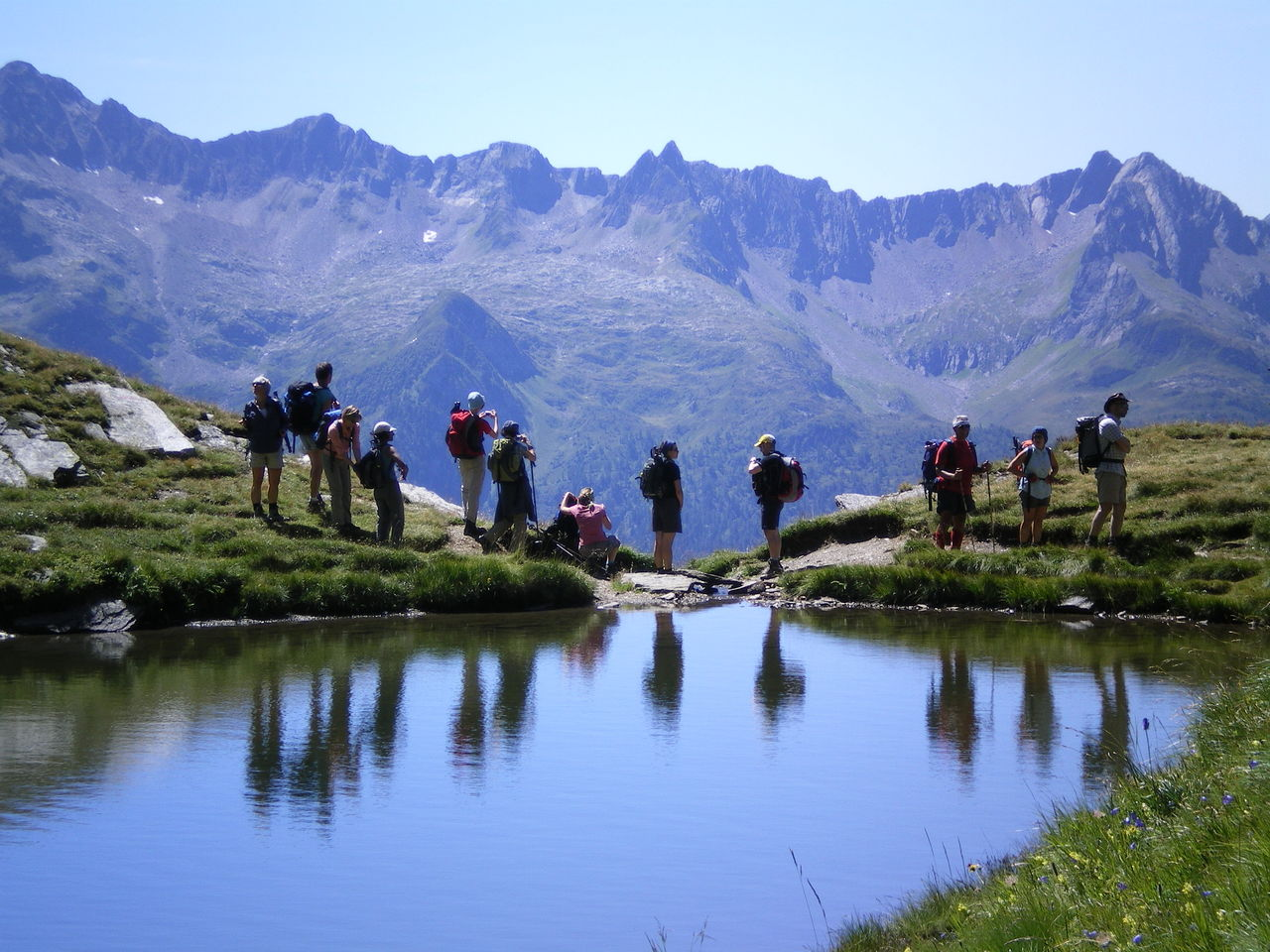
Туристи в Левентіні

Туризм є важливою галуззю економіки в Швейцарії. Як туристичний напрямок, країна виграє завдяки Альпам, великій красі багатьох її регіонів, добрій інфраструктури та центральному розташуванню в Європі. Природа та ландшафт, які ще 200 років тому здавалися ворожими та важкодоступними, сьогодні є основою швейцарського туризму. Проте туризм також сприяє втраті біорізноманіття у Швейцарії і, за звітом Федерального управління просторового розвитку, спричиняє близько чверті пасажирських перевезень у Швейцарії.
У Звіті про конкурентоспроможність у сфері подорожей та туризму 2017 року Всесвітнього економічного форуму країна посідає 10-е місце зі 136 країн; єдиною слабкістю вважається високий рівень цін у Швейцарії.

## Економічне значення

### Економічні показники та додана вартість
| Країна походження | Частка у відсотках |
| ----------------- | ------------------ |
| Швейцарія         | 56.8               |
| Німеччина         | 12.5               |
| Велика Британія   | 3.0                |
| США               | 3.0                |
| Нідерланди        | 2.9                |
| Франція           | 2.8                |
| Китай             | 2.4                |
| Італія            | 1.9                |
| Бельгія           | 1.7                |
| Індія             | 1.1                |

Оборот галузі у 2013 році становив майже 35 мільярдів франків, причому класичний туризм – розміщення та харчування в готелях та ресторанах (гастрономія та готельний бізнес) – генерує дві третини обороту.
Гості з-за кордону у 2011 році витратили в Швейцарії 15,6 мільярда франків. З часткою 5,2 % від загальних експортних надходжень у 2011 році, туризм є четвертим за величиною джерелом експортних доходів Швейцарії, поступаючись лише хімічній промисловості, металургійній та машинобудівній промисловості, а також годинниковій промисловості. Вже багато років туристичний баланс має позитивне сальдо (наприклад, у 2011 році – 3,2 мільярда франків), тобто іноземні туристи в Швейцарії витрачають більше, ніж швейцарські туристи за кордоном.
У 2016 році 65,4 % усіх закладів розміщення зазнали збитків; і туристичний баланс вперше за довгий час був негативним – 300 мільйонів швейцарських франків. У 2017 році дефіцит становив ще 122 мільйони франків.
Загалом значення туризму наразі зменшується, у 2012 році пряма частка у ВВП становила лише 2,6 % (приблизно 200 000 зайнятих), а в загальній доданій вартості з урахуванням вторинних ефектів – близько 8 %.
Частка зайнятих знизилася з 5,7 % у 2003 році (готелі та ресторани) до 4,4 % у 2012 році. Проте для структурно слабких альпійських кантонів туризм все ще має центральне значення. Прогнози передбачають середньострокове зростання сектору.

### Розміщення
У 2024 році було зафіксовано новий рекорд – 42,8 мільйона ночівель у готелях. Попередній рекорд з минулого року становив 41,8 мільйона ночівель. Попередній рекорд 2019 року становив 39,6 мільйона ночівель. У 2020 році кількість ночівель через пандемію коронавірусу знизилася на 40,0 % до 23,7 мільйона. Це найнижчий показник з кінця 1950-х років. У 2021 році було зафіксовано 29,6 мільйона ночівель, а у 2022 – 38,2 мільйона. До найпопулярніших туристичних напрямків належать, серед іншого, Цюрих, Женева, Церматт, Люцерн, Базель, Давос, Лозанна, Санкт-Моріц, Берн, Інтерлакен, Лугано та Гріндельвальд. У 2012 році було зафіксовано 34,8 мільйона ночівель у 4 742 закладах. Було доступно 246 951 гостьове ліжко. Кількість ночівель у 2012 році зменшилася на 2 % порівняно з 2011 роком. Внутрішній попит становив 15,7 мільйона ночівель. Іноземні гості згенерували 19,1 мільйона ночівель, що відповідає зниженню на 3,3 %. Найбільший попит з-за кордону забезпечили німецькі гості – 4,6 мільйона ночівель (−11 % порівняно з 2011 роком). Далі йдуть Велика Британія з 1,5 мільйона ночівель (−9,1 %) та Сполучені Штати з також 1,5 мільйона одиниць (+2,2 %). 3,3 мільйона ночівель згенерували гості з Азії, особливо з Китаю, Японії та Індії. У період з 2008 по 2012 рік попит на готелі з боку відвідувачів з Азії та арабських країн значно зріс. Арабські туристи витрачають в середньому 410 євро на день, китайці – 290 євро, німці – 120 євро.
| Кантон/Регіон                 | Ночівлі   | Прибуття  |
| ----------------------------- | --------- | --------- |
| Граубюнден                    | 5 052 225 | 1 770 000 |
| Берн                          | 4 963 424 | 2 470 000 |
| Цюрих                         | 4 812 869 | 3 080 000 |
| Вале                          | 3 887 345 | 1 480 000 |
| Женева                        | 2 939 168 | 1 430 000 |
| Во                            | 2 655 696 | 1 220 000 |
| Тічино                        | 2 313 039 | 1 100 000 |
| Люцерн                        | 1 919 902 | 1 880 000 |
| Базель-Штадт                  | 1 662 938 |           |
| Санкт-Галлен/Східна Швейцарія | 1 030 646 | 910 000   |

## Історія
Один з перших звітів про подорожі по країні та її мешканцям опублікував у 1611 році Томас Коріат у своїй книзі Coryat’s Crudities: Hastily gobled up in Five Moneths Travels in France, Savoy, Italy, Rhetia commonly called the Grisons country, Helvetia alias Switzerland, some parts of high Germany and the Netherlands. Коріат у 1608 році подорожував Швейцарією пішки протягом десяти днів і відвідав Кур, Валенштадт, Цюрих, Баден, Райнфельден та Базель. Він особливо описав спосіб життя мешканців.

### Початки у XIX столітті

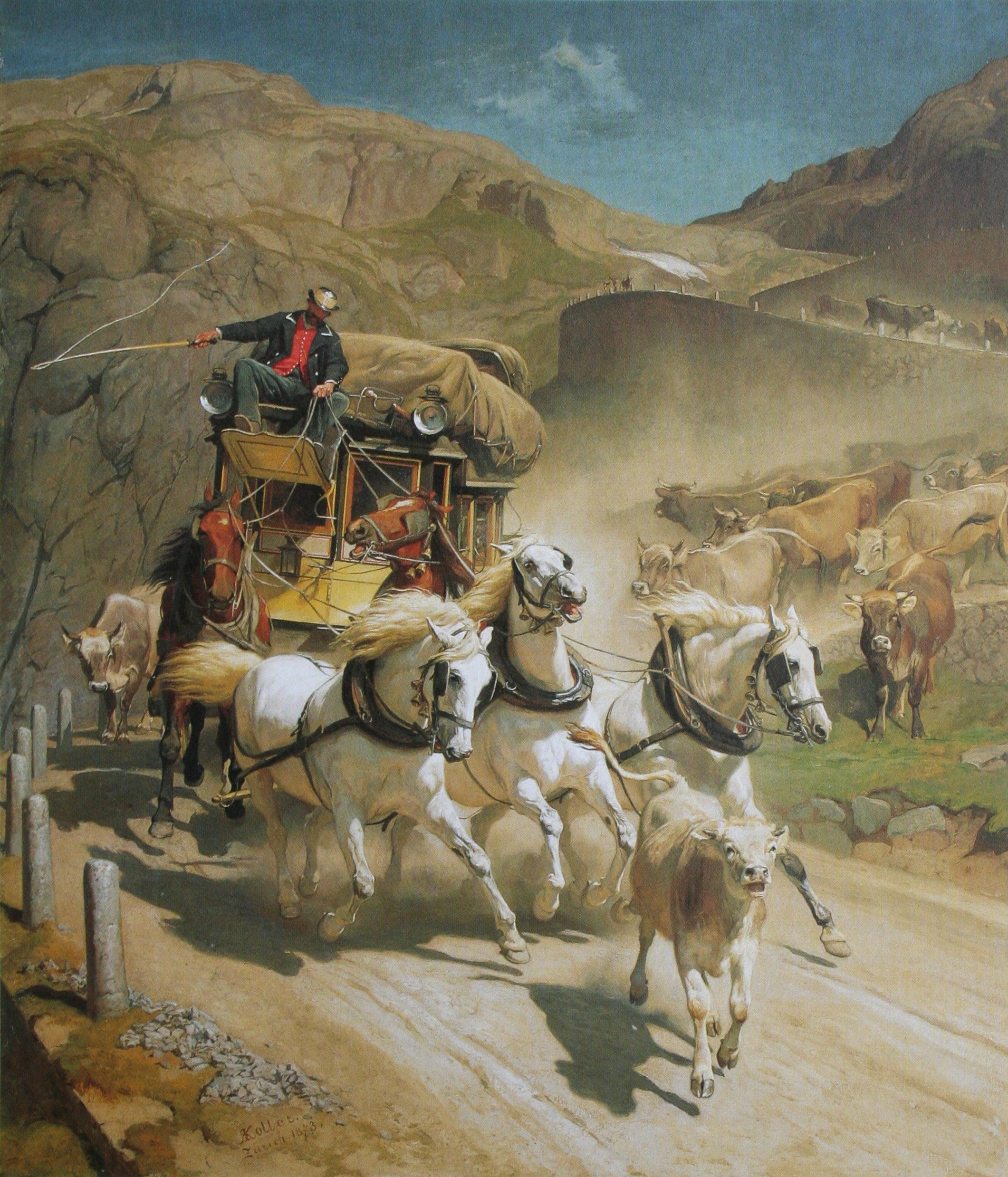
«Готтардпост»; картина Рудольфа Коллера, 1873

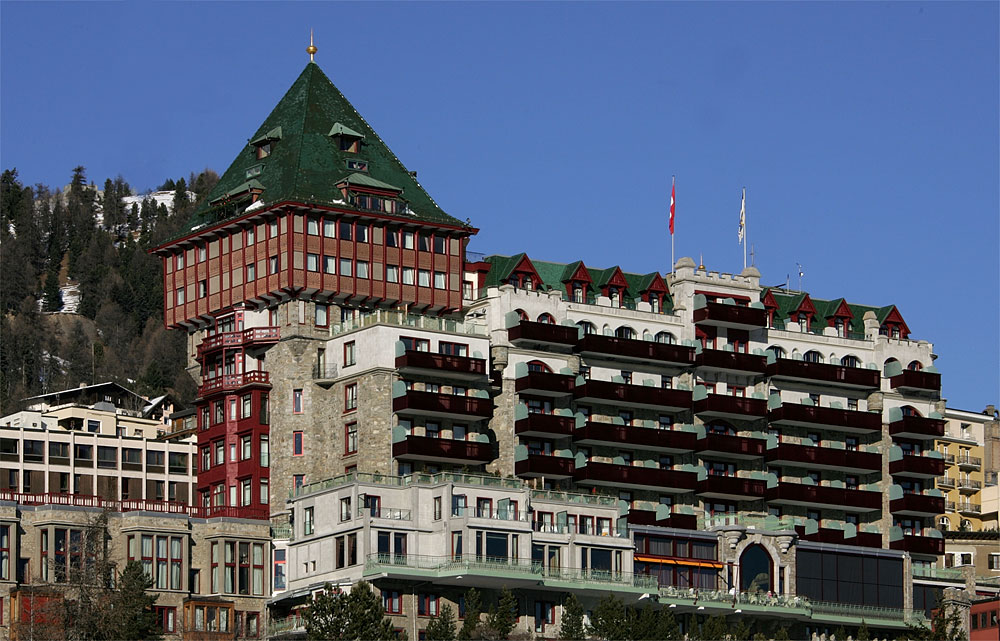
Готель Палац Бадрутта

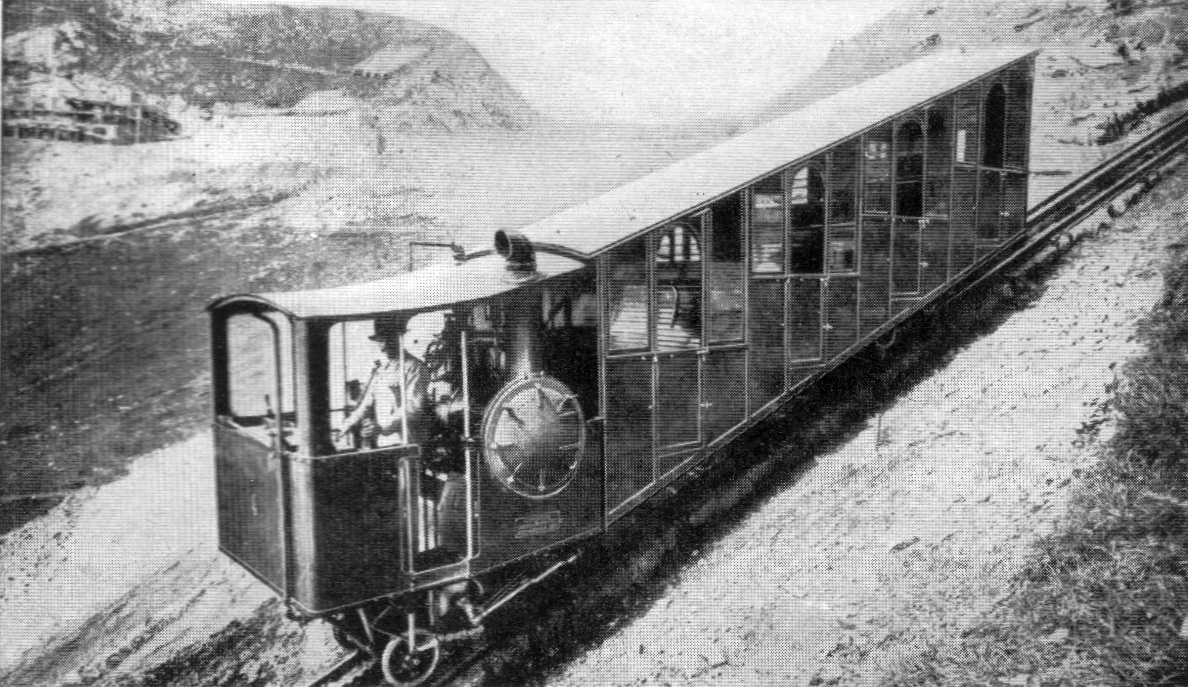
Залізниця Пілатус, близько 1910

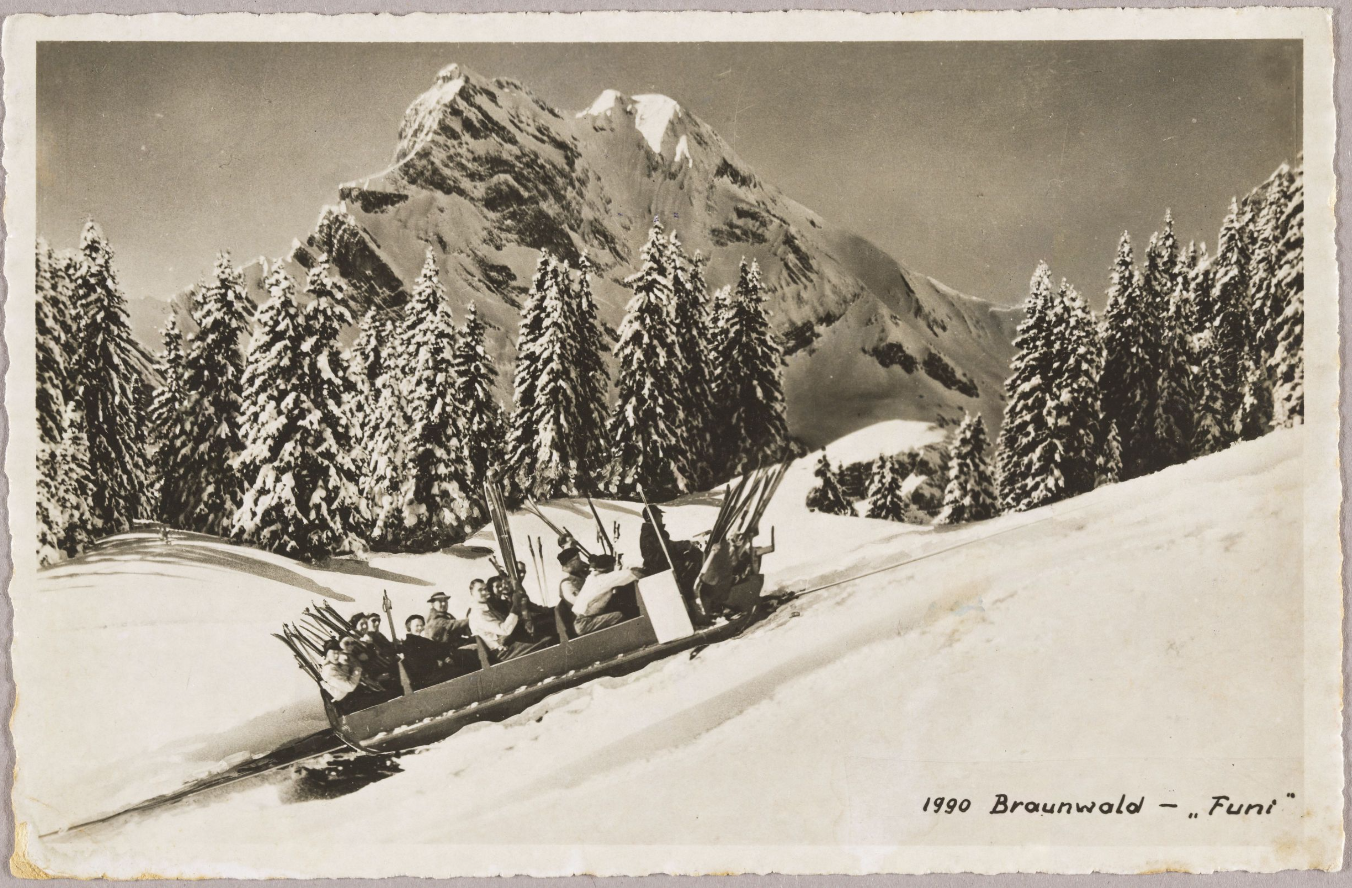
Фуні-сани у Браунвальді (GL), близько 1940

Історія швейцарського туризму починається наприкінці XVIII століття і тісно пов'язана з відкриттям та освоєнням Альп. У цей час для синів англійської знаті було звичним вдосконалювати свою освіту під час так званого Гранд-туру по Європі. Подорожі також проходили через Швейцарію. Завдяки цьому зростала популярність та відомість Альп і Швейцарії. Розповіді Йоганна Вольфганга фон Гете, який після своєї подорожі Швейцарією надихнув Фрідріха Шиллера на написання Вільгельма Телля, зробили свій внесок. З кінця XVIII століття стало звичним ототожнювати туризм із захопленням Альпами. Однак подорожі залишалися привілеєм невеликої, але заможної еліти. Дороги на той час були ще небезпечними та важкими, а готелі – невідомими. Революційні заворушення під час наполеонівських війн ускладнювали тривалі подорожі.
У 1835 році на Тунському озері було введено в експлуатацію перший пароплав для туристів Бельвю. З появою залізниці та розбудовою дорожньої мережі, особливо альпійських перевалів, подорожі з-за кордону до швейцарських Альп стали значно легшими. Томас Кук у 1863 році здійснив піонерську роботу для швейцарського туризму, запустивши пакетні тури по Швейцарії. У цей час у Швейцарії було відкрито численні готелі, зокрема у 1834 році Hôtel des Bergues у Женеві, у 1835 році Hotel Schwanen у Люцерні, у 1838 році Baur en Ville у Цюриху, у 1842 році Hotel Drei Könige у Базелі, у 1859 році Schweizerhof у Берні та у 1865 році Euler у Базелі.
Вже в першій половині XIX століття з'явилися готельні піонери, які розвивали свої готелі в містах та на кількох туристичних об'єктах. Окрім них, виділяються ті, хто будував свої готелі у високогірних долинах, коли ці місця ще не були освоєні транспортно. Таким піонером з баченням був, наприклад, Александр Зайлер у Церматті. Своїми інвестиціями в транзитну станцію Глеч, Зайлер є прикладом тих готельних піонерів, які розпізнали туристичний потенціал транспортного розвитку місця. Якщо раніше готелі функціонували як тимчасові зупинки для мандрівників, то сучасніші готельєри хотіли приваблювати не лише мандрівників, а й туристів для тривалого відпочинку в готелі.
Санкт-Моріц у Енгадіні був віддаленим і важкодоступним порівняно з Інтерлакеном або Люцерном. Щоб залучити гостей до свого готелю «Engadiner Kulm», збудованого у 1856 році, і взимку, готельєр Йоганнес Бадрутт восени 1864 року уклав парі з шістьма англійськими гостями: він запросив їх провести Різдво у своєму готелі і пообіцяв, що вони зможуть сидіти на його терасі в сонячну погоду в одних сорочках. Якщо він помилиться, він додатково оплатить їм дорогу з Лондона до Санкт-Моріца. Англійці приїхали, засмагали і повернулися додому лише на Великдень. Усна реклама привабила нових туристів. Зимовий туризм був запущений. У 1879 році в їдальні готелю Kulm у Санкт-Моріці запалала перша лампочка в Швейцарії.
Через цілющу дію високогірного клімату у 1841 році в Давосі було відкрито заклад для дітей з захворюваннями шийних залоз та сухотами, а з 1853 року цілющий клімат Давосу вважався надійним засобом проти туберкульозу. Внаслідок цього у швейцарських гірських селах було збудовано безліч санаторіїв, які тепер рекламували себе як кліматичні курорти.

### Розвиток альпінізму
Сміливі альпіністи з 1800 року почали підкорювати швейцарські високогір'я. Після першого сходження на Юнгфрау відбулося багато інших перших сходжень. Драматичним і трагічним моментом стало перше сходження на Маттергорн у 1865 році британцем Едвардом Вімпером. Роки між 1854 та 1865, що характеризувалися діяльністю заможних британських альпіністів, називають «золотими роками альпінізму». У 1863 році було засновано Швейцарський альпійський клуб (SAC).

### Прекрасна епоха
Відкритий у 1882 році Готтардський залізничний тунель ще більше скоротив час подорожей з усього континенту до самих вершин. Внаслідок цього між 1888 та 1914 роками було збудовано 40 канатних та 13 зубчастих залізниць, наприклад, Залізниця Пілатус, Залізниця Горнерграт та Залізниця Юнгфрау. Кількість готелів, особливо гранд-готелів, подвоїлася з приблизно 1700 до понад 3500, а такі місця, як Люцерн, Монтре, Інтерлакен, Церматт та Санкт-Моріц, стали всесвітньо відомими туристичними напрямками. У цей час, так звану Прекрасну епоху, швейцарський туризм пережив перший розквіт. Початок Першої світової війни раптово поклав край цьому блискучому періоду.
З XIX століття особливо в Давосі та Лезені було збудовано численні високогірні клініки, що спеціалізувалися на лікуванні туберкульозу. Люди з туберкульозом з усієї Європи приїжджали на тижні або місяці в швейцарські гори для лікування. Німецький письменник Томас Манн у своєму романі «Чарівна гора» створив літературний пам'ятник Давосу.

### XX століття
Особливо після 1909 року все частіше обговорювалася так звана «ригійська хвороба», гастроентерит, спричинений бактеріями Escherichia coli у питній воді. Частково на Рігі хворіло до 50 відсотків гостей.
До 1950 року розвиток туризму стримували численні фактори, такі як погана економічна ситуація, зниження доходів, курси валют та прикордонні формальності. Як тільки економічна ситуація покращувалася, туризм знову оживав, як у 1923, 1926–29, 1936–39 та 1944–48 роках. У міжвоєнний період зимові види спорту набували все більшої популярності. Це дозволило готельєрам продовжити сезон, який раніше обмежувався приблизно чотирма місяцями. Зимові Олімпійські ігри, що відбулися в Санкт-Моріці у 1928 та 1948 роках, ще більше сприяли розвитку зимового туризму. У 1934 році в Давосі було введено в експлуатацію перший у світі бугельний підйомник.
Завдяки безпрецедентному економічному буму, що розпочався після Другої світової війни, Швейцарія також змогла скористатися зростаючим масовим туризмом. Хоча з 1973 року туризм у Швейцарії зазнавав невеликих спадів, загалом він розвивався позитивно. Періоди спаду чергувалися з періодами підйому.

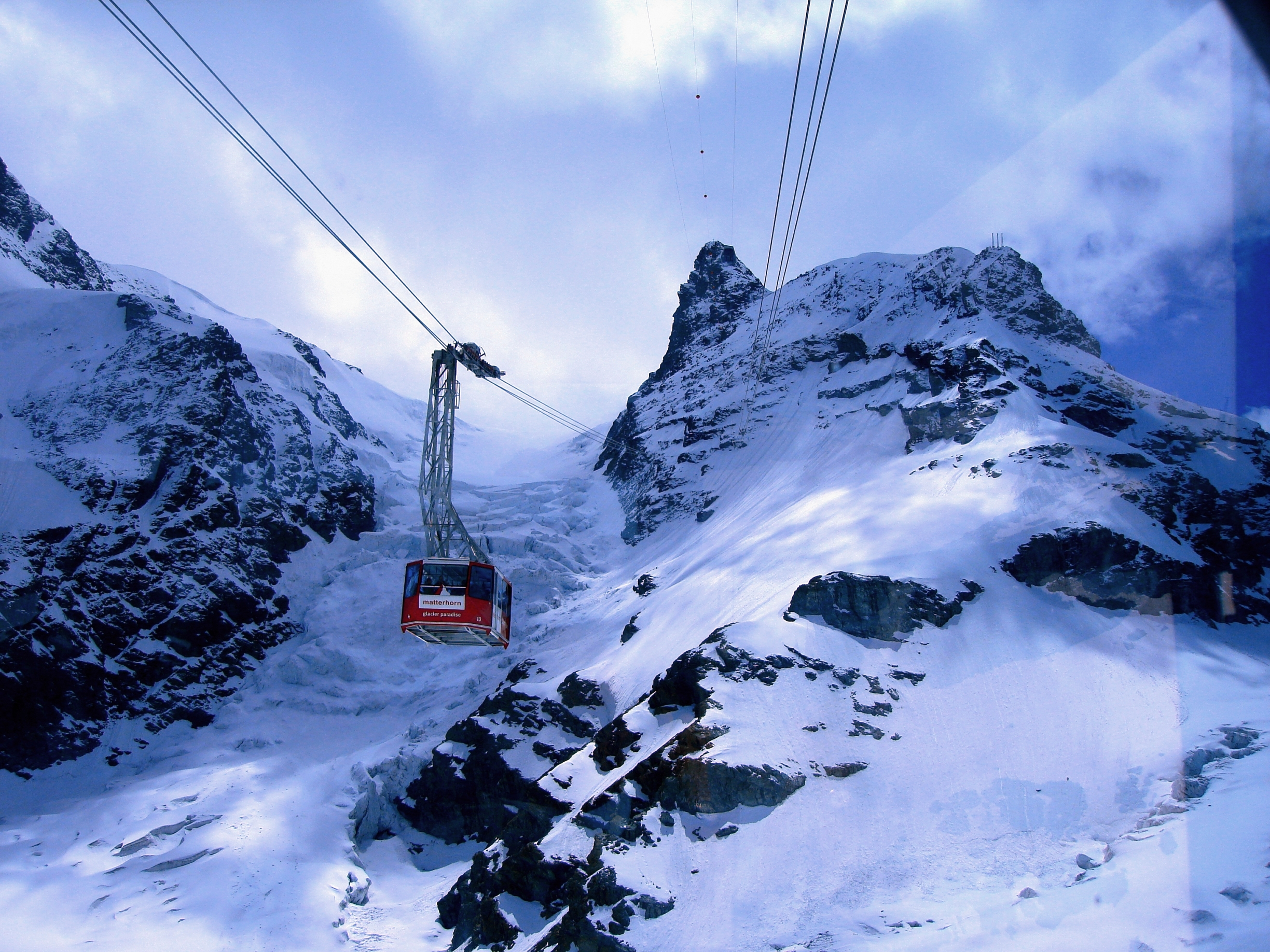
Канатна дорога на Кляйн-Маттергорн

Особливо в 1960-х та 1970-х роках в Альпах були освоєні гірськолижні курорти з новими канатними дорогами та підйомниками, наприклад, дорога на Кляйн-Маттергорн. Кляйн-Маттергорн є частиною літнього гірськолижного курорту Церматта, найбільшого та найвищого у своєму роді в Європі. Передгір'я та Альпи тепер дуже добре освоєні для масового туризму як влітку, так і взимку. На багато вершин ведуть гірські залізниці, по озерах та річках курсують екскурсійні кораблі, а для повільного руху (пішоходи, велосипедисти та гірські велосипедисти) доступна розгалужена, добре розвинена мережа шляхів. У 1978 році в Савоньїні було введено в експлуатацію першу в Європі велику снігову установку, після чого снігові гармати стали стандартом на кожному великому гірськолижному курорті.
Однак наприкінці тисячоліття швейцарський туризм все частіше змушений був конкурувати із сильною закордонною конкуренцією. Тому все більше зусиль докладалося для залучення платоспроможних туристів з азійських країн, таких як Японія, Китай та Індія, і для них розроблялися спеціальні пропозиції. З новими видами спорту – від сноубордингу до природних та екстремальних видів спорту – розширився асортимент пропозицій. Ця тенденція дала новий поштовх багатьом гірським курортам.
Багато готелів, особливо в міських районах, зосередилися на прибутковому діловому туризмі.

### XXI століття

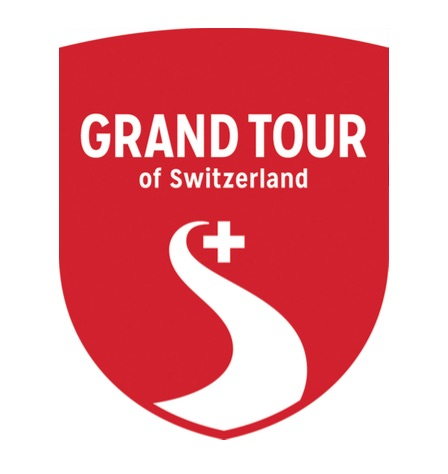
Логотип Grand Tour of Switzerland

Хоча Швейцарія залишалася популярним туристичним напрямком, на початку XXI століття галузь все частіше змушена була конкурувати з дешевшою закордонною конкуренцією. Багато швейцарців віддавали перевагу відпочинку за кордоном. Проте туристична галузь залишається важливою галуззю швейцарської економіки. Мешканці цілих долин прямо чи опосередковано залежать від туризму. З часів фінансової кризи і особливо з часів європейської боргової кризи галузь страждає від порівняно сильного франка. Відпочинок у Швейцарії став дорожчим для іноземних туристів, а для швейцарців подорожі в далекі країни стали доступнішими. Щоб зменшити залежність від туристів з євро- та доларових зон, продовжуються активні зусилля для залучення туристів з країн, що розвиваються, таких як Індія чи Китай.
Зміна клімату також ставить перед зимовим туризмом серйозні проблеми: нижче розташовані гірськолижні курорти вже сьогодні страждають від малосніжних зим.
За аналогією до Гранд-туру XVIII століття, у 2015 році Швейцарський туризм та приватна асоціація запустили туристичний маршрут Grand Tour of Switzerland.
У 2016 році, згідно з Глобальним індексом миру, Швейцарія посіла сьоме місце в рейтингу найбезпечніших країн світу.
У 2020 році пандемія коронавірусу поставила перед швейцарським туризмом нові виклики. Для боротьби з пандемією в середині березня 2020 року були закриті всі гірськолижні курорти. Швейцарський туризм прагнув якомога швидше відновити міжнародний туризм і вже у квітні 2020 року запросив у федерального уряду 40 мільйонів франків. У той час як готельний бізнес страждає, інші пропозиції, такі як оренда житла на відпочинок, зазнали значного зростання. 4 грудня 2020 року федеральний канцлер Вальтер Турнгерр виступив з промовою на відкритті V-Bahn у Гріндельвальді. Фонд охорони ландшафту Швейцарії вважає Eiger Express не перспективним будівельним проектом, а ознакою застарілої туристичної стратегії. Внаслідок коронакризи туристична галузь у травні 2021 року вимагала підтримки від федерального уряду на наступні роки в мільярдному розмірі. Президент Seilbahnen Schweiz Ганс Віккі говорить про три мільярди франків. 1 вересня 2021 року Федеральна рада виділила 60 мільйонів франків, щоб, серед іншого, знову залучити більше міжнародних гостей.

## Туристичні регіони та пам'ятки
Швейцарські Альпи є одним з головних туристичних магнітів світу, а Маттергорн у кантоні Вале — найвідоміша гора Альп. У Енгадіні в кантоні Граубюнден, що на південному сході Швейцарії, з 1914 року існує Швейцарський національний парк. Крім того, у 2001 році регіон Юнгфрау-Алеч-Бічгорн у кантонах Берн та Вале було внесено до списку ЮНЕСКО Світової природної спадщини.
Швейцарські міста, такі як Цюрих, Женева, Базель, Берн, Лозанна, Люцерн та Санкт-Галлен з міжнародним значенням та великою культурною пропозицією, все більше приваблюють туристів з усього світу.
Найвідвідуваніші пам'ятки Швейцарії з платним входом у 2013 році:
- Базельський зоопарк (1,9 млн відвідувачів)
- Лев, що помирає, кантон Люцерн (1,4 млн відвідувачів)
- Рейнський водоспад біля Нойгаузена, кантони Шаффгаузен та Цюрих (1,3 млн відвідувачів)
- Цюрихський зоопарк (1,1 млн відвідувачів)
- Сентіспарк у Абтвілі, кантон Санкт-Галлен (928 000 відвідувачів)
- Природний та тваринний парк у Голдау, кантон Швіц (859 000 відвідувачів)
- Швейцарський музей транспорту (710 424 відвідувачі)
- Maison Cailler у Броку, кантон Фрібур (368 000 відвідувачів)
- Шийонський замок біля Монтре, кантон Во (349 000 відвідувачів)
- Фонд Бейелер у Рієні біля Базеля (335 000 відвідувачів)
- Аквапарк у Ле-Бувре, кантон Вале (315 000 відвідувачів)

|                               |
| Старе місто Берна з Цитглогге |

|                 |
| Ліммат у Цюриху |

|                               |
| Женевський Же-д'О з Монбланом |

|                                    |
| Алецький льодовик з Алецьким лісом |

|                                       |
| Женевське озеро з виноградниками Лаво |

|                                 |
| Шийонський замок з Дент-дю-Міді |

|                              |
| Капелльбрюке з горою Пілатус |

|                                    |
| Дорога Тремола на перевалі Готтард |

|                            |
| Озеро Лугано з парку Чіані |

|                                            |
| Віадук Ландвассер з Льодовиковим експресом |

|                  |
| Замки Беллінцони |

|                         |
| Айнзідельнське абатство |

|                      |
| Верденберг із замком |

|                 |
| Грюєр із замком |

|               |
| Штайн-ам-Райн |

|            |
| Сент-Урсан |

|              |
| Кленталерзее |

|                  |
| Палац Штокальпер |

## SchweizMobil

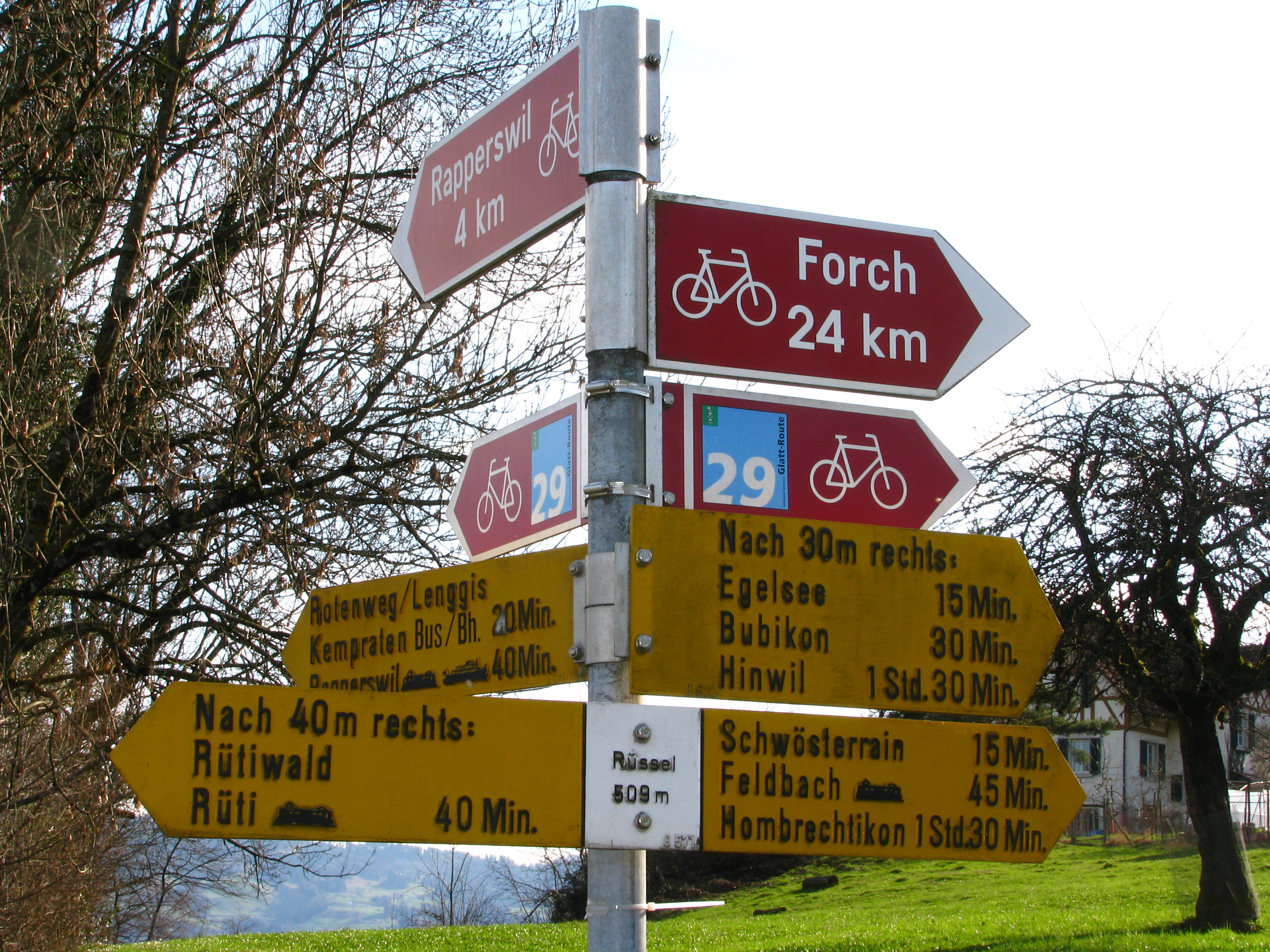
Стандартизовані вказівники для пішоходів (жовтий) та велосипедистів (бордовий)

З SchweizMobil Швейцарія має унікальну у світі, єдину марковану густу мережу маршрутів для пішоходів, велосипедистів, гірських велосипедистів, ролерів, каноїстів, снігоступів, бігових лиж та санок.
SchweizMobil складається з відповідних тематичних країн:
Літо
- Країна пішохідного туризму Швейцарія
- Країна велосипедного туризму Швейцарія
- Країна гірського велосипедного туризму Швейцарія
- Країна катання на роликах Швейцарія
- Країна каное Швейцарія
- Безбар'єрні шляхи

Зима
- Зимові піші прогулянки
- Ходьба на снігоступах
- Бігові лижі
- Катання на санках

## Маркетинг

### Швейцарський туризм та Швейцарський туристичний союз
Швейцарський туристичний союз як головна організація представляє на всіх політичних рівнях туристично-політичні інтереси та цілі, а також динамічний та орієнтований на майбутнє образ туристичного напрямку та його постачальників послуг. Завданням Швейцарського туризму, підприємства публічного права, є сприяння туристичному попиту на Швейцарію як країну для подорожей, відпочинку та конгресів як усередині країни, так і за кордоном, наприклад, через національні та міжнародні рекламні кампанії.
За це Швейцарський туризм отримує щорічно близько 50 млн франків федеральних субсидій.

### Кантони
Відповідна туристична політика проводиться і на кантональному рівні. Наприклад, Made in Bern AG як головна маркетингова організація кантону Берн на 2020-2023 роки отримала щорічну дотацію у 2,5 мільйона франків. Крім того, були затверджені додаткові внески для туристичних маркетингових компаній Bern Welcome та Tourismus Jura Drei Seen Land / Jura bernois Tourisme. Кантон Золотурн (Solothurn Tourismus) з 2021 року посилив співпрацю з кантоном Ааргау (Aargau Tourismus).

### Присутність Швейцарії

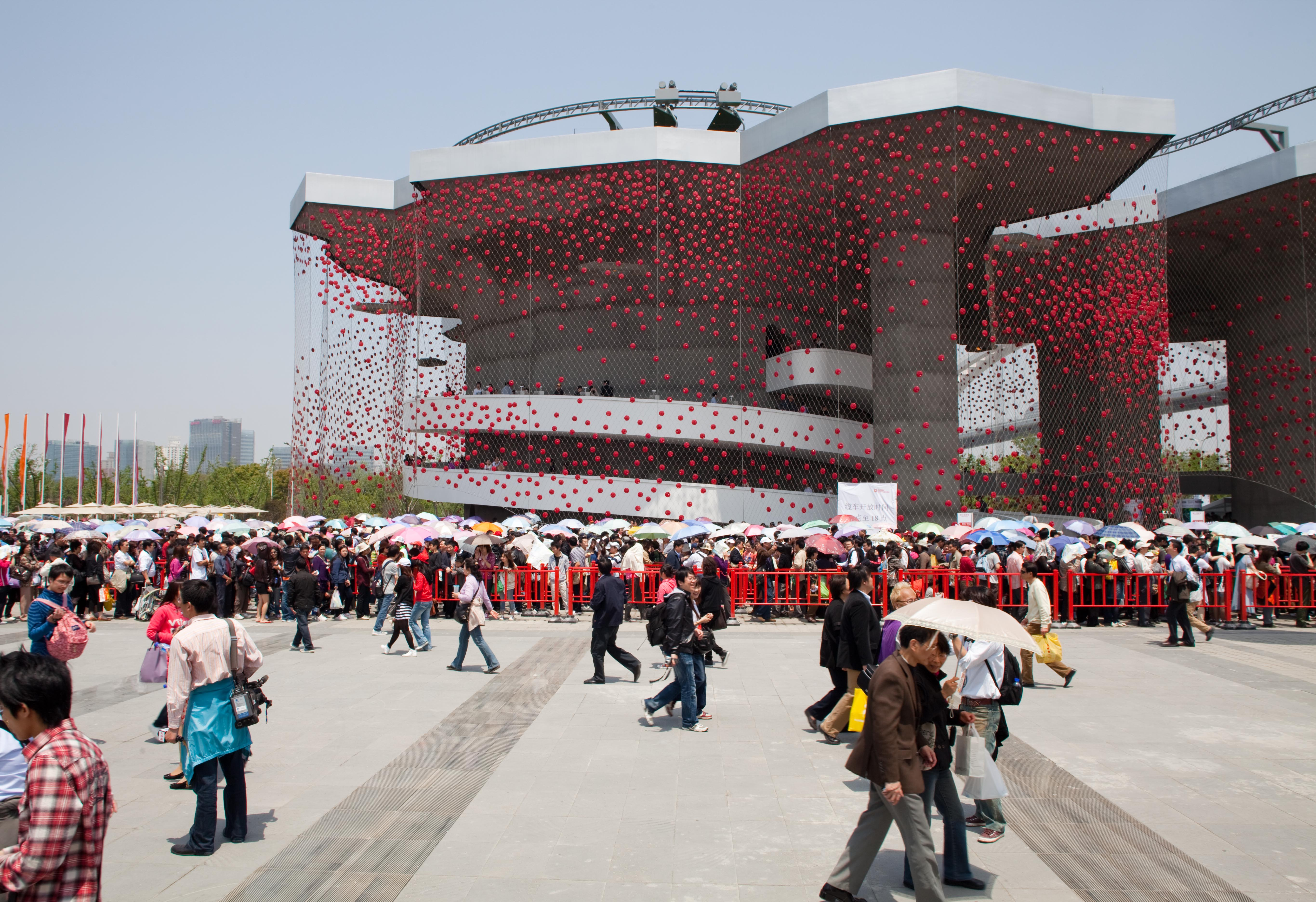
Офіційний швейцарський павільйон на Експо-2010 у Шанхаї

Присутність Швейцарії є організаційною одиницею в Генеральному секретаріаті Федерального департаменту закордонних справ (EDA) і займається питаннями публічної дипломатіі та національного брендингу. Вона відповідає за імідж Швейцарії за кордоном у цих сферах. Законодавчо визначені постійні завдання державної комунікації включають, серед іншого, сприяння видимості Швейцарії за кордоном.
Присутність Швейцарії реалізує це завдання, наприклад, через участь Швейцарії у великих міжнародних заходах, таких як Всесвітні виставки або Олімпійські ігри.

### Швейцарська туристична каса REKA

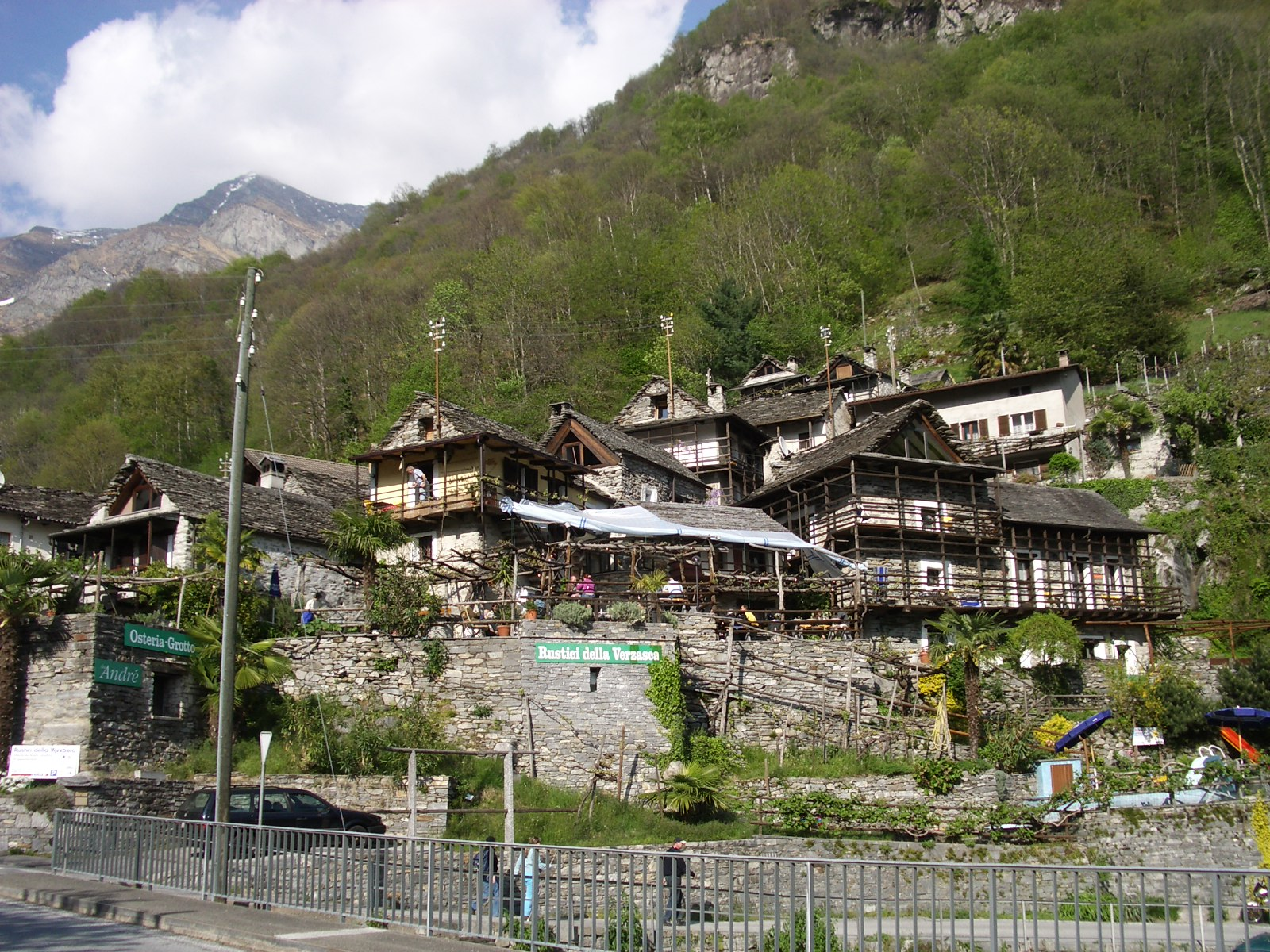
Відпочинковий комплекс Reka Рустічі делла Верзаска в Берцоні/Вогорно

Швейцарська туристична каса, заснована у 1939 році профспілками та туристичною асоціацією як некомерційна організація у формі кооперативу, є найважливішою організацією соціального туризму в Швейцарії. Вона належить до провідних орендодавців відпочинкових квартир, кемпінгів та готелів у країні та за кордоном.